# زین‌العابدین شیروانی
حاج زین‌العابدین شیروانی ملقّب به مست‌علیشاه (زاده ۱۱۹۴ قمری، متوفّا در ۱۲۵۳ قمری)، از پیران سلسله نعمت‌اللهی و قطب پس از محمدجعفر کبودرآهنگی مجذوبعلیشاه است. او در سال ۱۱۹۴ قمری در شماخی متولّد شد و در پنج سالگی همراه پدرش به کربلا رفت و در آنجا نزد چند تن از علمای وقت مشغول تحصیل شد. پس از چندی راه سیر و سیاحت در پیش گرفت در ایران، مصر، شام، عثمانی، هند، یمن، حجاز، افغانستان، فرارود و ترکستان سفر کرد. پس از ۱۸ سال به وطن بازگشت و حاصل دیده‌ها و شنیده‌های خود را در قالب سه کتاب بستان‌السیاحه، حدائق‌السیاحه و ریاض‌السیاحه تألیف کرد. این سه فرهنگ جغرافیایی ماحصل مسافرت‌های گستردهٔ زین‌العابدین شیروانی است که جهت شناسایی صوفی‌های برجسته، محقّقان همفکر خود و دیگر اشخاص برجسته و ممتاز دهه‌های میانی سدهٔ نوزدهم میلادی در اقصی نقاط ایران و سرزمین‌های اطراف آن بود. شهرت زیاد بستان‌السیاحه شیروانی به جهت تغییر حالت از شکل خشک و ثابت رایج نزد فقیهان بود.

## زندگی
شرح زندگی زین‌العابدین شیروانی در بسیاری از کتب تذکرهٔ دوران قاجار نظیر ریاض‌العارفین رضاقلی‌خان هدایت و طرائق الحقائق نایب الصدر شیرازی آمده‌است. شیروانی در حدائق‌السیاحه زندگی‌نامهٔ خودنوشت مفصّلی از شرح وقایع زندگی و سفرهای خود را تا سال ۱۲۴۲ قمری آورده که این منبع، یکی از مراجع اصلی دیگر کتبی‌ست که شرحی از زندگی وی در آن‌ها آمده‌است.

## آثار
کتاب‌های زیر از او به جا مانده است: 
- ریاض السیاحه (نوشته شده در سال ۱۲۳۷ق.)
- حدیقه السیاحه (نوشته شده در سال ۱۲۴۲ق.)
- بستان السیاحه (نوشته شده در سال ۱۲۴۸ق.)
- کشف المعارف
- تعبیر خواب
- دبستان المذاهب
- رساله‌ای در احوال مولانا
- رساله‌ای در بیان زندگی خود

## نمونه‌ای از اشعار شیروانی
بنا برقول رضاقلی‌خان هدایت در ریاض‌العارفین و نایب‌الصدر شیرازی در طرائق‌الحقائق، شیروانی صاحب طبع موزون و قریحهٔ شاعری بوده و در شعر «تمکین» تخلّص می‌کرده‌است.
| «هرچند که چون صورت دیوار خموشم     |  | از یاد کسی هست درون پر ز خروشم       |
| از تهمت و طعنم چه از این شهر برانی |  | زاهد ز تو این خانه که من خانه بدوشم» |

| «در فقر بدیده‌ایم ما شاهی را |  | وندر غم عشق راه آگاهی را |
| هر سلسله و طریقه دیدیم ولی  |  | جستیم طریق نعمت‌اللهی را» |